# شعنذة

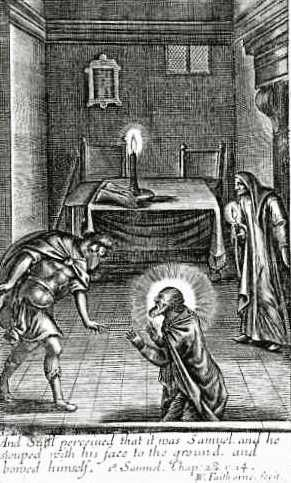
رسم يظهر مشهدا من الكتاب المقدس تظهر فيه ساحرة عين دور خائفة بعد محاولتها استحضار روح النبي صموئيل بطقس شعنذي عند طلب شاؤول.

الشَّعنَذة أو النكرومانسية (اسم من أصل يوناني νεκρομαντεία (nekromanteía)) هو صنف من السحر يكون باستحضار أرواح الموتى أو استخدام الأموات في السحر والشعوذة كإحياءهم أو التسلط على جثثهم. غالبا ما تُستحضر الأرواح في الشَّعنَذَة للسؤال عن أمور غيبية أو المعرفة والحكمة أو القوة الروحانية، أو أسرار لا يعرفها إلا الميت المستحضَر. تسمى الشعنذة أيضا بسحر الأموات وتُنسب إلى أصناف السحر والشعوذة الشريرة كالسحر الأسود.

## التأثيل
كلمة شَعنَذة هي سِريانية الأصل من كلمة شُعناذا وهي من جذر عنذ وتعني ماتَ، على وزن شَفعَل السرياني، وعَنيذ في اللغة السريانية تعني مَيت. كلمة شَعنَذة هي محاكاة لكلمة شَعوَذة وهي سريانية الأصل أيضا من شُعباذا من جذر عبذ وتعني عمل/فعل على نفس الوزن، وشعبَذَ في السريانية كانت تعني الاستعباد أو التسلط. كان العرب يُرككون الباء السريانية إلى واو فصارت شَعوَذ. الفاعل من شعنذ مُشَعنذ أو شِعنيذٌ وجمعها شعانذة، والفاعل من شعوذ مُشَعوِذ أو شِعبِيذٌ وجمعها شَعابِدة.
في اللغات الأوروبية يُستخدم الاسم نِقرومَنطِية (نكرومانسية بالقراءة الإنجليزية) وهو من اليونانية: نِقرو وتعني مَيْت (جثة ميتة) ومَنطِيَة وتعني كِهانة أو تكهن.

## الشعنذة عبر التاريخ
تُعزى بدايات الشعنذة إلى الطقوس الشامانية ويرجَّح أنها نشأت من استحضار أرواح الأسلاف الأولين، أي شَعنَذَتِها. كانَ الشَّعانذة القدامى يخاطبون الأموات المستحضَرين (المُشَعنَذين) بصوت رفيع النغمة أو خافت كالتمتمة، في حالة تشبه حالة الإغشاء أو الغَشْيَة عند الشامانية.
شاعت الشعنذة في الحضارات القديمة كما في مصر وبابل والإغريق والرومان. ذكر الفيلسوف الإغريقي اسطرابون في كتابه الجغرافية (جُغرافِقَة) «النقرومنطية (νεκρομαντία)» (الشعنذة) كأكثر أنواع الكهانة انتشارا في الأمبراطورية الفارسية، وممارستها عند الكلدان وخاصة الصابئة الذين سماهم «عبدة النجوم», والبابليين وفي إرتوريا. في بابل سُميَّ الشعانذة بمَنزَؤو أو شَعتِمُّو والأرواح المشعنَذَة إِتِمُّو.
يرد أقدم ذكر أدبيّ للشعنذة في أُدّيسَة هوميروس، إذ يسافر أوديسيوس إلى العالم السفليّ، عالم الأموات، بإرشاد قِرقى، وهي ساحرة عظيمة، ليَستبصر عن رحلة عودته بأن يسأل الأموات بتعويذات شَعنَذية لقنته إياها قرقى. أراد أوديسيوس بالذات أن يسأل شبح طِرِساس، وهو نبيٌّ من أنبياء أبولو، لكنه لم يستطع شعنذته واستحضاره دون مساعدة. في هذه القطعة من الأديسة، تُذكر طقوس شعنذيّة عديدة بتفصيل دقيق، كأن تُنفَّذ الشعنذة عند حفرة أو بئر من نار في ساعات الليل، واتّباع وصفة تتضمّن دماء الأضاحي والذبائح، وتقديم شرابٍ إلى الشبح ليشربه بينما يتلو هو التسابيح لأشباح العالم السفليّ وآلهته.
تتنوع طقوس الشعنذة من البسيط إلى المعقد، وقد تتضمن العصي السحرية والمندل والطلاسم والتعويذات. يحيط الشِّعنيذ نفسه في بعض الطقوس برموز وتصاوير للموت كالذبائح أو أن يلبس ملابس الميت أو الكفن أو تناول طعام يرمز إلى الموت والفناء حتى التالف. قد يأكل بعض الشعانذة الجيفة والجثث ولحم الميت أو قلبه في طقوس شرسة. تستغرق هذه الطقوس الشعنذية ساعات أو أيام أو حتى أسابيع، وتختتم بشعنذة واستحضار روح الميت. غالبا ما تنفذ الشعنذة عند القبور والمدافن أو الأماكن الكئيية أو المظلمة حسب ما يلائم متطلبات الشعنيذ. إضافة إلى ذلك، يفضل الشعانذة استحضار أرواح حديثي الوفاة على من ماتوا قديما لتكون الشعنذة أقوى وأوضح. في التراث الشعنذي، إذا زاد زمن الوفاة على اثني عشرة شهرا فيُشَعنَذ الشبح لا الروح ذاتها. تَعتبر بعض الحضارات أن علم الأموات ومعرفتهم غير محدودة، بينما آمن قدماء الرومان والإغريق أن الأشباح محدودة العلم والمعرفة لما كانوا يعرفونه في حياتهم.
يرد في التوراة أنَّ الكنعانيين الفلسطينيين كانوا يمارسون الشعنذة، إذ يحذر سفر التثنية بني إسرائيل من تعلم ممارساتهم: 
9مَتَى دَخَلْتَ الأَرْضَ الَّتِي يُعْطِيكَ الرَّبُّ إِلهُكَ، لاَ تَتَعَلَّمْ أَنْ تَفْعَلَ مِثْلَ رِجْسِ أُولئِكَ الأُمَمِ. 10لاَ يُوجَدْ فِيكَ مَنْ يُجِيزُ ابْنَهُ أَوِ ابْنَتَهُ فِي النَّارِ، وَلاَ مَنْ يَعْرُفُ عِرَافَةً، وَلاَ عَائِفٌ وَلاَ مُتَفَائِلٌ وَلاَ سَاحِرٌ، 11وَلاَ مَنْ يَرْقِي رُقْيَةً، وَلاَ مَنْ يَسْأَلُ جَانًّا أَوْ تَابِعَةً، وَلاَ مَنْ يَسْتَشِيرُ الْمَوْتَى. 12لأَنَّ كُلَّ مَنْ يَفْعَلُ ذلِكَ مَكْرُوهٌ عِنْدَ الرَّبِّ. وَبِسَبَبِ هذِهِ الأَرْجَاسِ، الرَّبُّ إِلهُكَ طَارِدُهُمْ مِنْ أَمَامِكَ. (تث 18: 9-12)
رغم أنَّ الشعنذة محرّمة في اليهودية كما في سفر اللاويين الإصحاح 20 العدد 27, التمس الملك شاؤول إلى ساحرة شعنيذة لشعنذة روح النبي صموئيل كما في سفر صموئيل الأول الإصحاح 28 الأعداد 3-25. فوجئت الشعنيذة المدّعية أنَّ روح صموئيل حضرت فعلا، ويسأل صموئيل شاؤول: «لِمَاذَا أَقْلَقْتَنِي بِإِصْعَادِكَ إِيَّايَ؟» لم يُرجم شاؤول لالتماسه الشعنذة وهي محرمة كما ينص سفر اللاويين (كونه صاحب السلطة العليا في مملكته), إلا أنه باءَ بعقابٍ من الله بعد يوم، إذ مات هو وابنه في المعركة، كما تنبأ هو نفسه بعد تلك الشعنذة.
رفض الكتاب المسيحيون فيما بعد فكرة أنَّه يمكن للناس شعنذة واستحضار أرواح الأموات، وفسروا أشباحهم أنها شياطين أو جن، لكن غيرهم من المسيحيين يؤمنون أنَّ الشعنذة حقيقية إلا أنَّ الله حَرَّمها على المؤمنين.

## الشَّعنَذَة عند العرب
يعرف العرب اليوم هذا الصنف من السحر كما يعتقد بوجوده في معتقدات العرب القديمة لاهتمامهم بتوقيت وشعائر الدفن ومواقيت الساعة وتأثير القمر على الأحياء والأموات وأرواحهم. أورَد الروائي الأمريكي لوفكرافت في عدد من قصصه شخصية خيالية من اختراعه وهو عبد الله الحظرد مؤلف كتاب العزيف يتحدث فيه عن الشعنذة. يُقال أنَّ الكتاب هو كتاب تاريخ لا سحر كما يُعتقد، ويتحدث الكتاب عن الحضارات والكيانات القديمة، إذ يُذكر العديد من الأحداث التي أوردت في سفر التكوين وصحف إدريس وبعض الأساطير القديمة. يورد الحظرد في كتابه أنَّ أجناسا أخرى سكنت الأرض قبل الإنسان وأن المعرفة البشرية انتقلت للبشر من أجناس تعيش خارج هذه الأرض ومن وراء هذا العالم، وظن بأنه اتصل بالكيانات القديمة بالسحر وحذر من أنهم قادمون لاسترجاع الأرض من البشر، وأن الكيانات القديمة تعيش في ما وراء هذا العالم وأنها تريد الوصول إلى الأرض بأي طريقة ممكنة والسيطرة عليها، وقد استطاعوا أن يتقمصوا شكل الإنسان وأن يعيشوا بين البشر وأن يتزوجوا منهم لينشروا نسلهم على هذه الأرض.

## طقوس الشعنذة
قد يحتاج المشعنِذ مساعدة لاتمام الشعنذة وغالبا ما تقام ليلا وبوجود النار كما يكون معها قرابين وأضاحٍ أو ذبائح وقد يغالى بعض المشعنذين ويستخدم القرابين البشرية. غالبا أيضا ما يحيط المشعنذ نفسه بتصاوير أو رموز للموت فيلبس الكفن أو ملابس الميت ويتناول الخبز غير الخمير وعصائر تالفة وبعضهم يشرح الجثث وياكل قطعا منها في مزج لوَثَنِيّات مختلفة لاعتقادهم في اكتساب صفات وحياة الموتى بأكل بعض اعضائهم، خاصة القلب كمركز الفكر والمشاعر والكبد كمركز القوة والفعل. توضع حلقات معدنية أو ترسم على الأرض للاحتماء من المس أو من القوى الشيطانية التي قد تحضر بكثرة. تستغرق هذه الطقوس اياما أحيانا حتى تتم الشعنذة للروح المطلوبة وغالبا ما تقام الشعنذات في الاقبية أو قبر مفتوح.

## الشعنذة في العصر الحديث
إن للشعنذة امتدادات متمثلة في الفودو والسحر الأسود وهو شائع في المغرب العربى ومصر ودول الكاريبى. في أوروبا وامريكا تمارس بعض الجماعات السرية الشعنذة لاعتقادهم بإمكان شعنذة واستحضار روح حبيب مات قبل فترة وجيزة.